# Hurdsfield
La ville américaine de Hurdsfield est située dans le comté de Wells, dans l’État du Dakota du Nord. Lors du recensement de 2010, sa population s’élevait à 84 habitants.

## Histoire
Hurdsfield a été fondée en 1903.

## Démographie
| 1930 | 1940 | 1950 | 1960 | 1970 | 1980 |
| ---- | ---- | ---- | ---- | ---- | ---- |
| 220  | 258  | 223  | 183  | 139  | 113  |

| 1990 | 2000 | 2010 | - | - | - |
| ---- | ---- | ---- | - | - | - |
| 92   | 91   | 84   | - | - | - |

## Source
- (en) Cet article est partiellement ou en totalité issu de l’article de Wikipédia en anglais intitulé « Hurdsfield, North Dakota » (voir la liste des auteurs).